# محوطه شهر سفید
محوطه شهر سفید مربوط به دوران‌های تاریخی پس از اسلام است و در شهرستان مه‌ولات، روستای احمدآباد واقع شده و این اثر در تاریخ ۲۴ اسفند ۱۳۸۳ با شمارهٔ ثبت ۱۱۶۶۰ به‌عنوان یکی از آثار ملی ایران به ثبت رسیده است.